# イチハナリアートプロジェクト
『イチハナリアートプロジェクト+3』は、伊計島における観光振興施策の一つとして立ち上げられた「アートによる島おこし」を目的とした「島アートプロジェクト」である。
2012年からスタートしたこのイベントは、廃校になった旧伊計小中学校を利用して開催されていたが、2015年からは伊計島に加え、宮城島・平安座島・浜比嘉島にも範囲を広げ、伊計島以外の三島を入れて『+3』という名称を追加した。

## 概要
- 場所：伊計集落内及びうるま市島嶼地域
- 主催：うるま市観光物産協会
- 共催：うるま市、琉球新報社
- 後援：うるま市教育委員会、うるま市文化協会、うるま市商工会、伊計自治会、平安座自治会、浜自治会、比嘉自治会、桃原自治会、宮城自治会、上原自治会、池味自治会、沖縄県立芸術大学、那覇造形美術学院、沖縄観光コンベンションビューロー、沖縄県文化振興会、プロモーションうるま

## 目的
県内外の若手芸術家、美術家、地元住民との協働で行う『アート』による、島の地域活性化事業。アートを軸としながら、所属球団諸地域の自然、生活、風、人を感じてもらい、島の文化や人と触れ合う場としてのブランドづくりを行う。人や物の流通を生むことで、物産販売や雇用などの経済活動をも引き出し、文化と経済の両面での地域活性化を目指す。

## 各年度ごとの実施結果

### 2012年（平成24年）度
第一回目のイチハナリアートプロジェクト事業では、こうさくてん（8/19 - 8/29）と儀間比呂志氏絵本原画展(11/2 - 11/25)との二本立てで開催した。こうさくてんは、8月19日～29日の会期予定だったが、台風の影響により25日 - 28日まで休館日とし、その分9月2日まで会期を延長した。総来場者数は合計4,734名（こうさくてんで3,012名、儀間比呂志氏絵本原画展で1,722名（1日平均287名））だった。

### 2013年（平成25年）度
アートプロジェクト事業では、イチハナリアートプロジェクト（2013(平成25)年8月3日から9月1日）と儀間比呂志絵 本の世界Part2（2013(平成25)年11月29日 - 12月8日）を行い、約15,446人と約2,151人の来場があった。経済効果は 両イベントあわせて5,011万円。

### 2014年（平成26年）度
前期（23日）、後期（30日）にわけ、計53日間に渡り行った。前期は8629名、後期は12882名、計21511名の来場者があった。経済効果は、沖縄県全体で4億4,100万円、うるま市では1億800万円。141作品が展示された。また、この年は試験的に入場料を300円徴収した。（島民は無料）

### 2015年（平成27年）度
伊計島に加え、宮城島・平安座島・浜比嘉島にも範囲を広げ、イチハナリアートプロジェクト『＋3』となり、約3週間（8月2日 - 9月28日・中断期間8月25日 - 8月30日）の開催で18,331人の来場を得た。経済効果は沖縄県全体で2億4,700万円、うるま市では5,800万円。58作品を35箇所に展示。アートディレクターとして秋友一司を擁立した。
※経済効果は（株）りゅうぎん総合研究所調べ

## アーティストインレジデンス
2012年度、2013年度の屋外展示作品ではゲストアーティストとして、眞壁陸二（2012年、2013年）・石塚沙矢香（2013年）を迎え、伊計集落内の民家の壁を活用した屋外アートや民家の屋内を利用したアートを制作・展示した。ゲストアーティストに現地に約1ヶ月滞在してもらい、地元の人や情景等を「見て・聞いて・感じる」過程を踏まえて、島の特徴を生かした作品を制作してもらうことで、より地域に根差したアート展開を図った。
　
2014年は萩原由美乃、前田彬、三輪恭子、山城芽、与太郎がアーティストインレジデンスでの作家として参加した。
集落内にアートを設置・展開することで、普段通らない所、見せたい所へ観覧客に誘導・周遊してもらい、島の良さをアピールするとともに、観光等の経済波及効果を図った。
2015年は、コンペティション入選作家以外では沖縄県内の作家を招聘しており、厳密には 滞在制作とは異なるが、島しょ地域に通いながら製作を行った。
- 三輪恭子　アーティスト コンペティション(公募) 見つめる先に
- 川崎泰史　アーティスト コンペティション(公募) AYAHASHI
- 津田翔平　アーティスト コンペティション(公募) line
- Keng-Shing　アーティスト 沖縄県出身 伊計島レコーヂィング研究所
- 比嘉豊光　写真家 沖縄県出身伊計島エイサー・ウシデーク
- 日比康人　地域おこし協力隊 コンペティション(公募) 樹になる木
- 丹治莉恵　大学講師 沖縄在住 Nontitle
- 石垣克子　アーティスト 沖縄県出身 黄色い人々
- 大塚泰生　アーティスト Nontitle
- 左刀大地　アーティスト Nontitle

2016年は、堀尾貞治ひきいる現場芸術集団「空気」のメンバー15名程度が伊計島を訪れ、古民家に滞在して制作を行った。

## トレードマーク

### ツルおばあ
作者：江藤望、作品名：おばあ。島のお年寄りが座っていると勘違いされるほどリアルに造形されているため、知らずに近づいて驚く人もいる。オバーと寄り添い、ベンチに座ることもできるので、島の風景をバックにした写真撮影スポットとしても最適である。オバーは沖縄各所でアート活動を展開している。名所旧跡その他にオバーが出没し、そこにある沖縄風景や人々とアートとの関わりを記録写真として残そうという試みであるオバーキャラバンが行われ、写真が展示された。

### イチハナリの仔豚
作者：中村真由美、作品名：イチハナリの仔豚。平成25年度に、「仔豚の色塗り体験」というワークショップで子供たちが色を塗った。伊計島の古民家にはフールと呼ばれる養豚施設兼トイレが存在しており、昔ながらの風景が色濃く残る伊計島をイメージさせるものであるため、ブタをテーマに作られたという。